# パヴェル・ソロミン
パヴェル・ソロミン（Pavel Solomin、1982年6月15日 - ）は、ウズベキスタン、タシュケント出身の元同国代表サッカー選手。FW。ロシア系。
2006年、ウズベク・リーグで得点王を獲得した（21得点）。

## 代表歴
- ウズベキスタン代表（2006-）
  - AFCアジアカップ2007

### ゴール
| #  | 開催年月日     | 開催地                   | 対戦国         | 勝敗 | 試合概要            |
| -- | -------------- | ------------------------ | -------------- | ---- | ------------------- |
| 1. | 2007年7月22日  | インドネシア、ジャカルタ | サウジアラビア | ●1-2 | AFCアジアカップ2007 |
| 2. | 2007年12月24日 | タイ、バンコク           | 北朝鮮         | △2-2 | 親善試合            |